# Pk2 (gruppo musicale)
I Pk2 sono un gruppo musicale boliviano Trop Rock che fonde pop e rock. I suoi membri sono i fratelli Wally e Paola Zeballos insieme a Baby Aponte, moglie di Wally. Il gruppo è stato fondato a La Paz nel 1995.